# Metrosideros boninensis
Metrosideros boninensis là một loài thực vật có hoa trong Họ Đào kim nương. Loài này được (Hayata ex Koidz.) Tuyama mô tả khoa học đầu tiên năm 1938.